# René Brodmann
René Brodmann (Ettingen, Basel-Landschaft kanton, 1933. október 25. – 2000) svájci válogatott labdarúgó.

## Pályafutása

### A válogatottban
1962 és 1966 között 5 alkalommal szerepelt a svájci válogatottban és 1 gólt szerzett. Részt vett még az 1966-os világbajnokságon.

## Sikerei, díjai
FC Zürich
- Svájci bajnok (2): 1962–63, 1965–66
- Svájci kupa (1): 1965–66